# ویده‌ورمر
ویده‌ورمر (به هلندی: Wijdewormer) یک منطقهٔ مسکونی در هلند است که در ورمرلاند واقع شده‌است. ویده‌ورمر ۱٬۵۰۰ نفر جمعیت دارد.